# Cava Cardinale
Cava Cardinale este o arie protejată (arie specială de conservare — SAC, sit de importanță comunitară — SCI) din Italia întinsă pe o suprafață de 2.043 ha, integral pe uscat.

## Localizare
Centrul sitului Cava Cardinale este situat la coordonatele 37°02′42″N 15°00′31″E / 37.045°N 15.008611°E.

## Înființare
Situl Cava Cardinale a fost declarat sit de importanță comunitară în septembrie 1995 pentru a proteja 2 specii de plante și 4 specii de animale. Situl a fost protejat și ca arie specială de conservare în decembrie 2017.

## Biodiversitate
Situată în ecoregiunea mediteraneană, aria protejată conține 9 habitate naturale: Păduri de stejar alb estice, Tufărișuri termo-mediteraneene și de pre-deșert, Păduri de Platanus orientalis și Liquidambar orientalis (Platanion orientalis), Peșteri inaccesibile publicului, Păduri de Quercus ilex și Quercus rotundifolia, Păduri de Olea și Ceratonia, Pante stâncoase calcaroase cu vegetație casmofită, Sarcopoterium spinosum phryganas, Pseudostepă cu ierburi și specii anuale de Thero-Brachypodietea.
La baza desemnării sitului se află mai multe specii protejate:
- plante (2): Dianthus rupicola, Ophrys lunulata
- păsări (3): Falco biarmicus, șoim călător (Falco peregrinus), sturz-cântător (Turdus philomelos)
- reptile (1): elaphe situla (Zamenis situla)

Pe lângă speciile protejate, pe teritoriul sitului au mai fost identificate 41 de specii de plante, 1 specie de păsări, 3 specii de amfibieni, 1 specie de mamifere, 43 de specii de nevertebrate, 7 specii de reptile.